# Phyllophaga marcapatana
Phyllophaga marcapatana är en skalbaggsart som beskrevs av Moser 1918. Phyllophaga marcapatana ingår i släktet Phyllophaga och familjen Melolonthidae. Inga underarter finns listade i Catalogue of Life.